# Offley
Offley is een civil parish in het bestuurlijke gebied North Hertfordshire, in het Engelse graafschap Hertfordshire met 1398 inwoners.

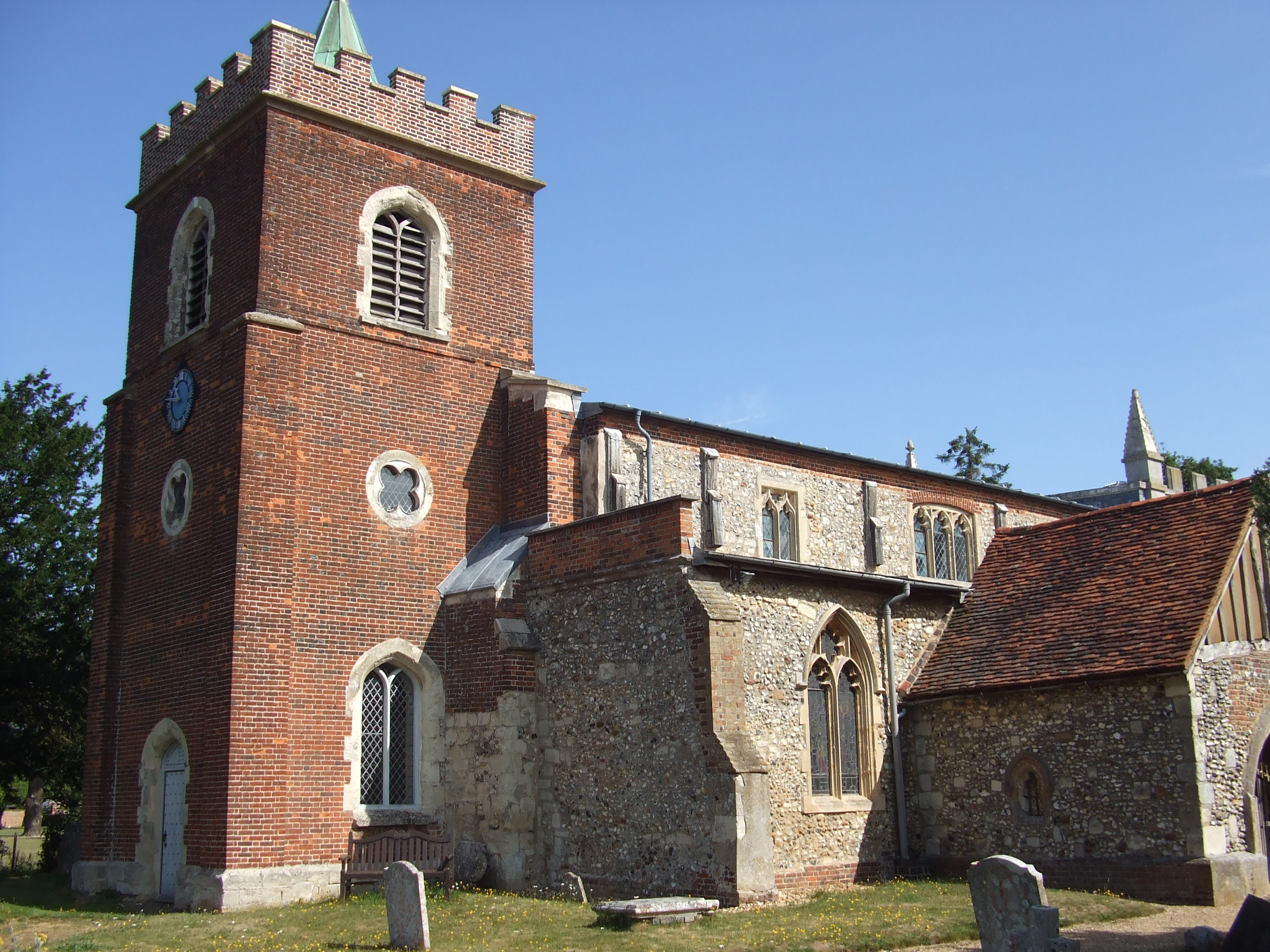